# Pilophyllum
Pilophyllum es un género monotípico de orquídeas de hábitos terrestres. Su única especie: Pilophyllum villosum (Blume) Schltr., Orchideen: 131 (1914), es originaria del sur de Asia.

## Descripción
Son orquídeas de gran tamaño que prefiere el clima cálido. Es de hábitos terrestres, con pseudobulbo , apical que lleva una sola hoja de color marrón, plegada, pubescente, ovada y aguda con un pecíolo corto. Florece desde un pseudobulbo cilíndrico que da lugar a una inflorescencia terminal de 40 cm de altura, con muchas flores de color púrpura oscuro con agudas brácteas florales y con sólo unas pocas flores abiertas al mismo tiempo. La floración se produce en el invierno.

## Distribución
Se encuentra en Malasia, Java, Borneo, Filipinas, Islas Salomón y Nueva Guinea en la parte baja de los bosques de montaña, en la cima o cresta, a menudo, en lugares con humus en alturas de 600 a 1650 metros.

## Taxonomía
Pilophyllum villosum fue descrita por (Blume) Schltr. y publicado en Die Orchideen 131. 1914.
Sinonimia
- Chrysoglossum villosum Blume, Bijdr.: 338 (1825).[3]